# Karl Immanuel Eberhard Goebel
Karl Immanuel Eberhard von Goebel (Billigheim, 8 de março de 1855 – Munique, 9 de outubro de 1932) foi um botânico alemão. Seus principais campos de estudo foram anatomia funcional comparativa, morfologia e fisiologia do desenvolvimento de plantas sob a influência de fatores filogenéticos e extrínsecos.

## Vida
A partir de 1873, Goebel estudou teologia e filosofia, bem como botânica com Wilhelm Hofmeister , na Universidade de Tuebingen. Em 1876 mudou-se para Estrasburgo, onde trabalhou com Anton de Bary, onde se formou em 1877 com o seu Ph.D. Em 1878, Goebel tornou-se assistente de Julius von Sachs e, em 1880, professor da Universidade de Würzburg. Em 1881 ele se tornou o primeiro assistente de August Schenk da Universidade de Leipzig, então um professor associado em Estrasburgo e em 1882 professor associado na Universidade de Rostock, onde em 1884 fundou o jardim botânico e um instituto botânico. De 1887 a 1891 ele foi professor em Marburg e de 1891 a 1931 na Universidade de Munique, onde projetou o novo Botanischer Garten München-Nymphenburg e atuou como seu primeiro diretor. Em 1885-1886 realizou viagens de pesquisa ao Ceilão e Java, em 1890-1891 à Venezuela e depois à Guiana Britânica.
Goebel foi editor de "Flora" de 1889 em diante. Em 1892, tornou-se membro titular da Academia de Ciências da Baviera (posteriormente atuando como presidente). Em 1910 foi eleito Membro Honorário da Royal Society of Edinburgh. Em 1914 foi nomeado membro estrangeiro da Accademia Nazionale dei Lincei em Roma, e em 1926 foi eleito para a Royal Society. Em 1931, ele foi premiado com a Medalha Linneana da Sociedade Linneana de Londres.